# Federico Coria
Federico Coria (født 9. marts 1992 i Rosario, Argentina) er en professionel tennisspiller fra Argentina.